# Rolls-Royce Camargue

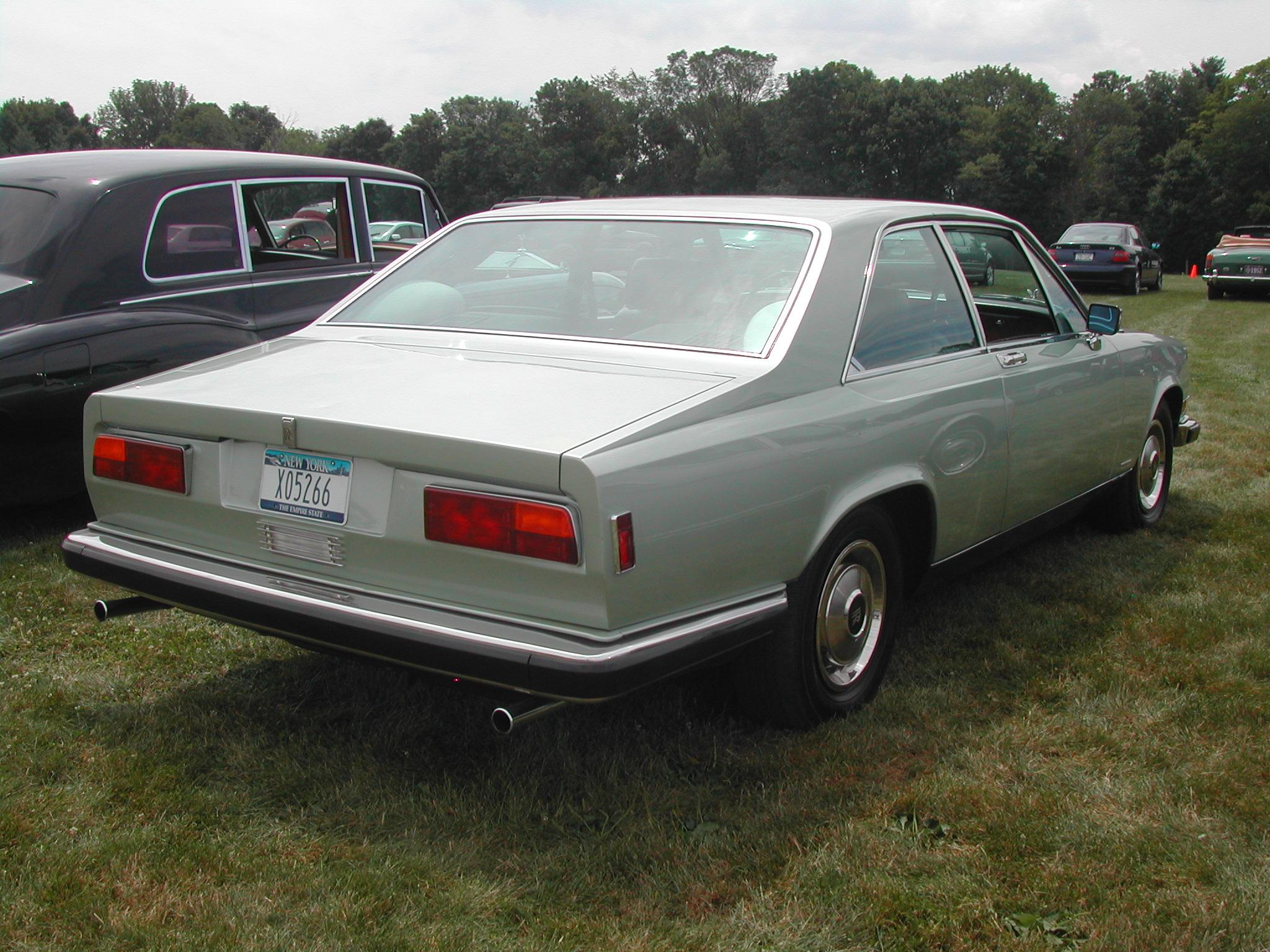
1982 Rolls-Royce Camargue (trasero).

El Rolls-Royce Camargue es un coupé de dos puertas introducido por Rolls-Royce Motors en marzo de 1975. El cuerpo del Camargue, construido en Londres por la división de carrocerías de Mulliner Park Ward, fue diseñado por el diseñador de automóviles Paolo Martin en Pininfarina. El Camargue fue el primer Rolls-Royce de producción de después de la II Guerra Mundial en no ser diseñado por el propio fabricante. 
El coche debe su nombre a la región costera meridional francesa, la Camarga.

## Debut y diseño
Cuando fue lanzado, el Camargue, que era el buque insignia de la línea de Rolls-Royce, fue el coche de producción más caro del mundo, vendiéndose en Norteamérica por aproximadamente US$147.000 ($588,000 en dólares de 2008). En el momento de su lanzamiento oficial en EE. UU., el Camargue ya había estado en venta en el Reino Unido por un año. El New York Times destacó que el precio en EE. UU. en este periodo era aproximadamente $15.000 más alto que el precio en el Reino Unido. En la década de 1970, muchos modelos europeos se vendían por un precio significativamente menor en EE. UU. que en Europa con el propósito de competir con los agresivos precios de los Tres Grandes de Detroit y los importadores japoneses. El fabricante rechazó este enfoque con el Camargue, refiriéndose al alto coste en ingenierías de seguridad y medio ambiente para adaptar los pocos coches (aproximadamente 30 por año) que esperaba enviar a Norteamérica en 1976.
El precio recomendado del nuevo Camargue en su lanzamiento en el mercado del Reino Unido en marzo de 1975 era de £29.250, incluyendo impuestos sobre la venta. La rápida depreciación de la moneda elevaría en gran medida el precio del Camargue a finales de 1970, tanto en el Reino Unido como Norteamérica.
El coche fue vendido en un número muy limitado en los mercados de Europa, Estados Unidos, Canadá, Australia y Asia.
Durante la presentación del nuevo coche a la prensa en 1975, Rolls-Royce hizo hincapié en sofisticado sistema automático de climatización, el primero de su tipo en el mundo. Fue desarrollado, se indicó, durante los ocho años anteriores a la producción del coche, y según Rolls-Royce, "superior a cualquier otra cosa en este campo".
El Camargue comparte plataforma con el Rolls-Royce Corniche y el Silver Shadow. Está alimentado con el mismo motor V8 de 6.75 L que el Silver Shadow, aunque el Camargue es ligeramente más potente. La transmisión también se llevó a cabo con una transmisión automática Turbo-Hydramatic de 3 velocidades de General Motors. Los primeros 65 Camargues producidos utilizaron carburadores SU, mientras que los restantes 471 producidos utilizaron unidades Solex. El Camargue fue equipado la dirección del Silver Shadow II en febrero de 1977. En 1979, recibió la suspensión independiente trasera  del Silver Spirit.
El coche tiene una distancia entre ejes de 3048 mm (120 in). Fue el primer automóvil de Rolls-Royce en ser diseñado con dimensiones del sistema métrico, y el primer Rolls-Royce en ofrecer una parrilla delantera inclinada; la parrilla delantera del Camrague tiene un ángulo de inclinación de 7 grados.
La producción del Rolls-Royce Camargue finalizó en 1985. Durante los 11 años de producción del vehículo, se construyeron 530 Rolls-Royce Camargue, así como un específico Bentley Camargue. Algunos de los vehículos fueron modificados coches convertibles por compañías especializadas.